# Constante de Prouhet-Thue-Morse
En mathématiques et dans ses applications, la constante de Prouhet-Thue-Morse, portant les noms de Eugène Prouhet, Axel Thue et Marston Morse, est le nombre {\displaystyle \tau \,} dont le développement binaire est la suite de Prouhet-Thue-Morse. En d'autres termes,
{\displaystyle \tau =\sum _{i=0}^{\infty }{\frac {t_{i}}{2^{i+1}}}=0,412~454~033~640\ldots }
où {\displaystyle t_{i}} est le {\displaystyle i}e terme de la suite de Prouhet-Thue-Morse.
Elle est répertoriée comme la suite A014571 de l'OEIS.
La série génératrice pour {\displaystyle t_{i}} est donnée par 
{\displaystyle \tau (x)=\sum _{i=0}^{\infty }(-1)^{t_{i}}\,x^{i}={\frac {1}{1-x}}-2\sum _{i=0}^{\infty }t_{i}\,x^{i}}
et peut être exprimée par
{\displaystyle \tau (x)=\prod _{n=0}^{\infty }(1-x^{2^{n}}).}
Ceci est un produit de polynômes de Frobenius (en), et ainsi se généralise aux corps commutatifs arbitraires.
Kurt Mahler a montré que ce nombre est transcendant en 1929. Comme la suite de Prouhet-Thue-Morse est une suite automatique, ce fait résulte maintenant du théorème général que tout nombre défini par une suite automatique est soit rationnel, soit transcendant.

## Applications
La constante de Prouhet-Thue-Morse apparaît comme l'angle du rayon de Douady-Hubbard (en) à la fin de la suite des bourgeons à l'ouest de l'ensemble de Mandelbrot. Ceci peut être compris en raison de la nature du doublement de période dans l'ensemble de Mandelbrot.[pas clair]